# Орешников, Александр Николаевич
Александр Николаевич Орешников (25 мая 1973, Минск, СССР) — белорусский футболист, полузащитник. В 1996 году сыграл две встречи за сборную Беларуси по футболу.

## Биография
Первым клубом Орешникова стала армейская команда «Трактор» из Бобруйска. Вместе с ним в тот год в команду попали Александр Кульчий и Андрей Свирков. Трактор, выступавший во Второй лиге первенства БССР, выиграл Чемпионат Вооруженных Сил. Следующий сезон из-за распада Советского Союза «Трактор» начал в Высшей лиге Беларуси. С 1993 команда стала называться «Фандок», Орешников играл за неё до 1994 года. В сезоне 1994/1995 на полгода перешёл в МПКЦ (Мозырь). В 1995 перешёл в самарские «Крылья Советов». В свой первый сезон в российской Высшей лиге сыграл всего три матча.
26 сентября 1998 в матче с ярославским Шинником был тяжело травмирован Андреем Гальяновым. Был прооперирован, долго восстанавливался. На кипрском сборе зимой получил повторную травму, после которой восстанавливался до осени 1999 года. В межсезонье попал в нижегородский «Локомотив». С 2001 играл в российском Первом дивизионе за «Нефтехимик», «Уралан», «Металлург-Кузбасс». Закончил игровую карьеру в самарском клубе «Юнит».
| №     | Дата            | Оппонент | Счёт | Голы | Пасы | Карточки | Минуты | Соревнование                      |
| ----- | --------------- | -------- | ---- | ---- | ---- | -------- | ------ | --------------------------------- |
| 1e-06 |                 |          |      |      |      |          |        | Игрок команды «ФК Крылья Советов» |
| 1     | 1 мая 1996      | Польша   | 1:1  | —    | —    | —        | 90'    | Товарищеский матч                 |
| 2     | 31 августа 1996 | Эстония  | 1:0  | —    | —    | —        | 90'    | Отбор ЧМ-1998 (группа 4)          |

Итого: сыграно матчей: 2 / забито голов: 0; победы: 1, ничьи: 1, поражения: 0.